# 高野峠
高野峠（たかのとうげ）は、兵庫県宍粟市の波賀町上野と一宮町河原田の境にある峠。
標高750mで、国道429号では最高地点である。道路幅は狭く、大型車の通行が困難である。
路面凍結・積雪のため12月～翌年3月まで冬期通行止めとなる。このため宍粟市では高野峠トンネルの要望もしているが、2006年秋現在、県としての計画はない。
平成30年7月豪雨による土砂崩れのため峠一帯の国道は通行止めとなったが、2020年4月に通行止めが解除された。

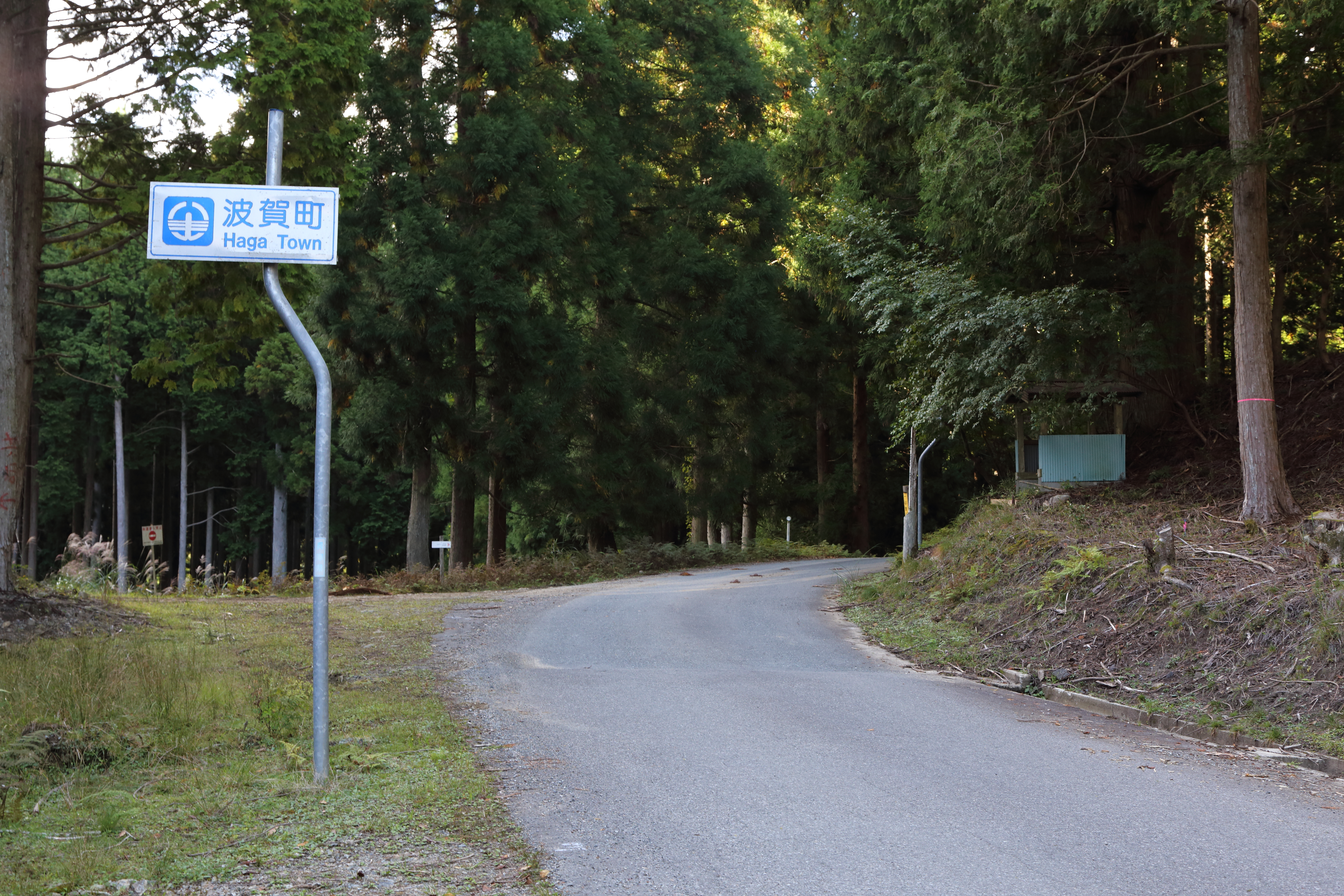
町名表示板
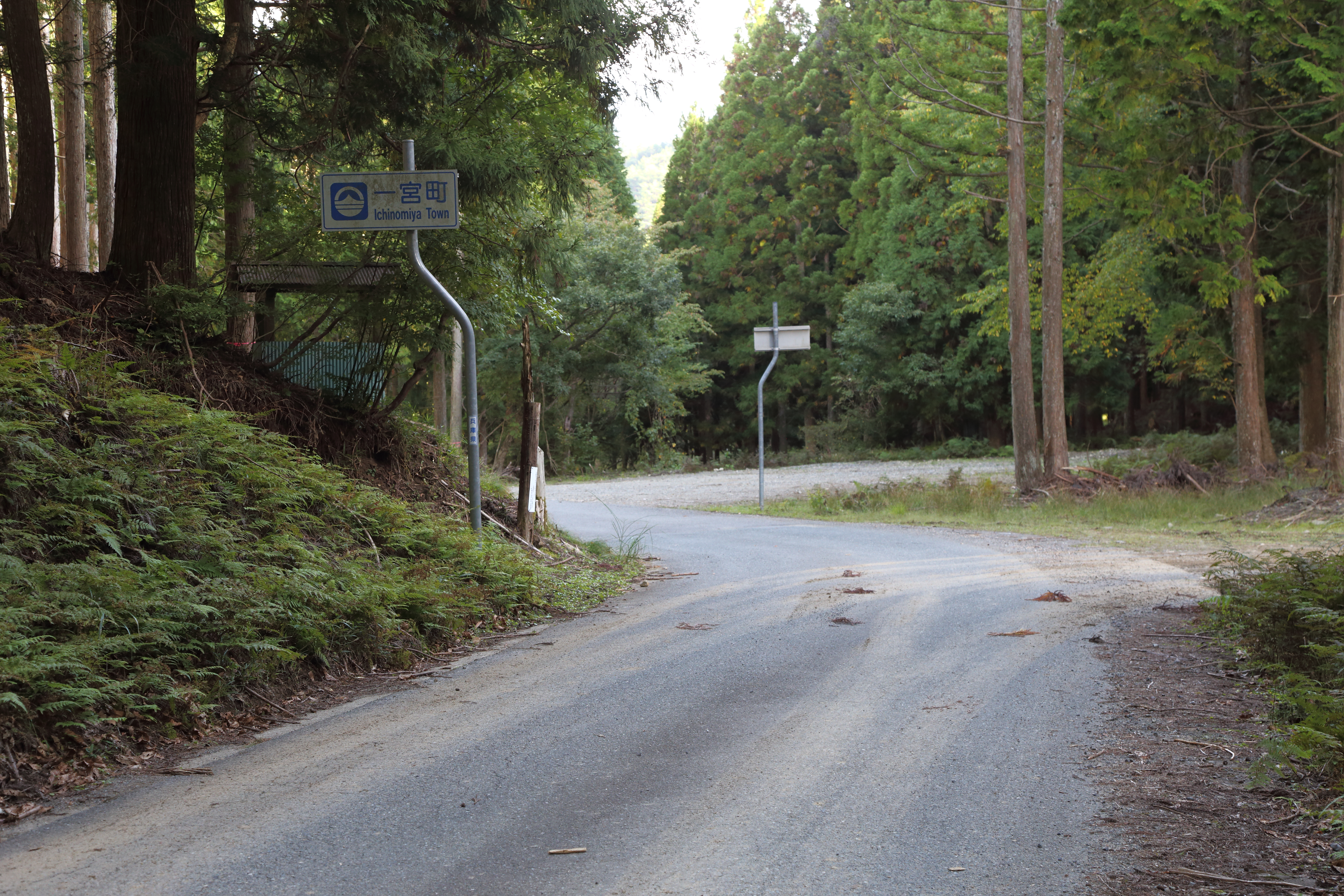
町名表示板
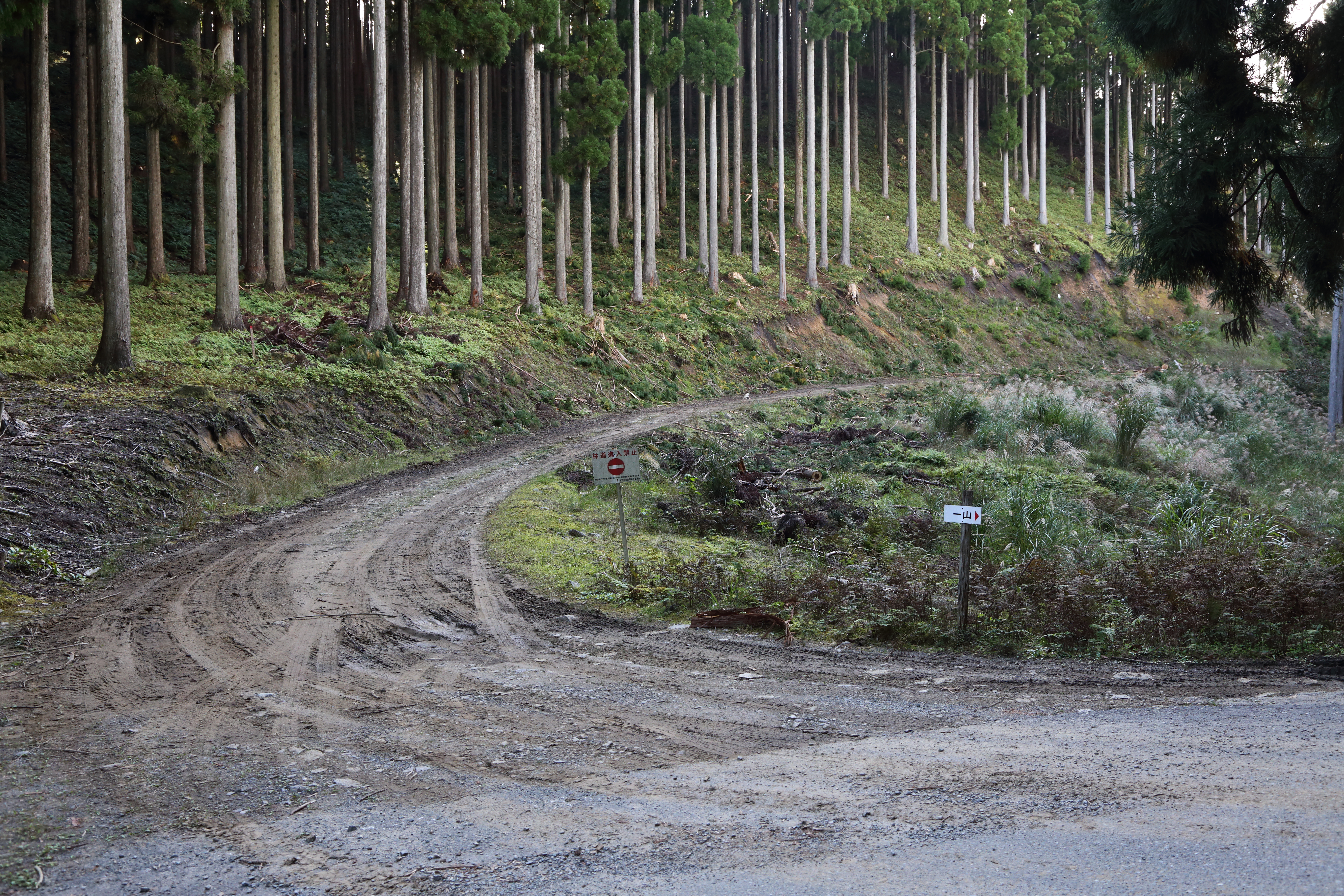
峠と交差している兵庫林道千町・段ヶ峰線
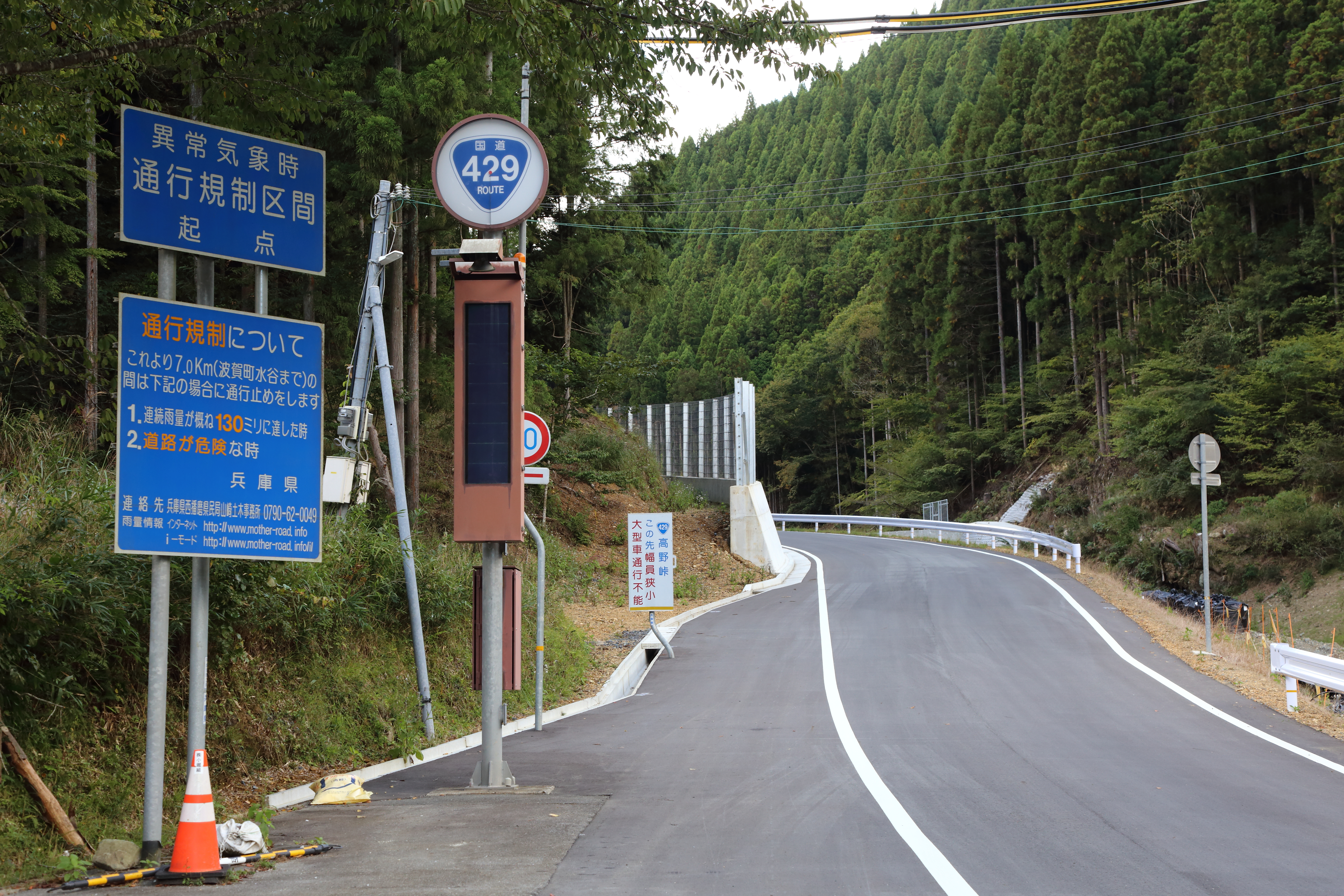
狭小区間前の規制表示板　　兵庫県宍粟市一宮町